# Маменко, Игорь Владимирович
И́горь Влади́мирович Маме́нко (род. 10 сентября 1960, Москва) — советский и российский актёр, артист эстрады, пародист, акробат, юморист.

## Биография
Родился 10 сентября 1960 года в семье циркового акробата и кинокаскадера. Отец Владимир Геннадьевич принимал участие в фильме «Человек-амфибия» и др.
Окончил Государственное училище циркового и эстрадного искусства в 1984 году, работал в цирке акробатом.
Известность Маменко получил в 2003 году после выступления в телепередаче «Аншлаг». Известен умением рассказывать анекдоты и смешные истории со сцены, за что получил прозвище «человек-анекдот». Своим кумиром Маменко считает Юрия Никулина.
Исполняет произведения Семёна Альтова и др., а также собственные монологи.
7 января 2023 года, из-за вторжения России на Украину, внесён в санкционный список Украины против лиц «которые публично призывают к агрессивной войне, оправдывают и признают законной вооруженную агрессию РФ против Украины, временную оккупацию территории Украины».

## Семья
С женой Марией Маменко (мастер спорта по спортивной гимнастике, работала с мужем в цирке) прожил 34 года. Она скончалась в июле 2014 года от сердечного приступа.
Два сына: Дмитрий Маменко (р. 1982 г.) — бизнесмен, Александр Маменко (р. 2000 г.) — футболист, вратарь.

## Фильмография
- Новые приключения Аладдина (2011) — купец, отец Аладдина

### Киножурнал «Ералаш»
- 2010 — Выпуск № 251 (сюжет «Благодарим за покупку!»)[5] — продавец в магазине

## Награды
- Премия «Золотой Остап» (2008)